# Acronicta spectans
Acronicta spectans är en fjärilsart som beskrevs av Walker 1861. Acronicta spectans ingår i släktet Acronicta och familjen nattflyn. Inga underarter finns listade i Catalogue of Life.

## Bildgalleri

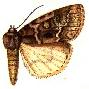